# Lefke
Léfka (grec moderne : Λεύκα) ou Lefke (turc : Lefke) est une petite ville située au nord de la frontière entre la république de Chypre et la république turque de Chypre du Nord.
La ville produit de nombreux agrumes et possède un riche passé historique, hérité de l'Empire ottoman. Elle était également une importante ville minière, et extrayait entre autres du cuivre et du soufre, jusque dans les années 1960.
Son caractère reflète la domination turque de la région par l'Empire ottoman pendant plus de trois cents ans.
La ville abrite également l'une des universités du Nord de l'île : l'université européenne de Lefke, fondée en 1989.

## Géographie
Lefke est située au pied du massif du Troodos. Située entre la mer et les montagnes, la ville bénéficie d'un climat méditerranéen, avec de longs étés secs de la mi-mai à la mi-octobre et avec des hivers doux.
La ville se trouve à quelques kilomètres de la ligne Attila et au sud-ouest de Morphou sur la baie de Morphou.

## Histoire

### Histoire de la ville
Les Byzantins occupèrent Chypre entre 402 et 1191. Au VIIe siècle, l'île subit de nombreux assauts arabes ; ce furent les Européens qui prirent le contrôle de l'île et s'en servirent pour mener leurs croisades. Durant son occupation, les Byzantins, les Lusignans, les Génois en 1372, les Vénitiens en 1489 et enfin les Turcs en 1571 prirent possession de la ville pour ses ressources minérales en cuivre.
Ce n'est qu'à partir de l'époque de la conquête ottomane de l'île que l'agriculture commença réellement à se développer.
Plus tard, quand l'île fut gouvernée par l'Empire britannique. Les communautés turques et grecques vécurent ensemble jusqu'à ce que les mouvements nationalistes de l'EOKA et du TMT débutent leurs hostilités en 1956 ; les Chypriotes grecs quittèrent alors la ville pour s'installer plus à l'ouest tandis que les Chypriotes turcs conservaient les alentours de la ville et ses ressources.

### Sites archéologiques aux alentours

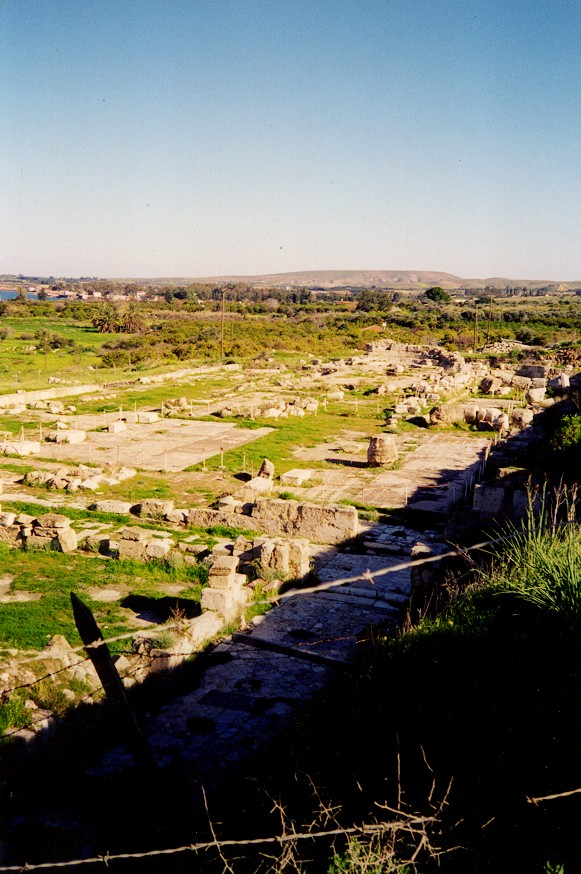
Ruines de Soli.

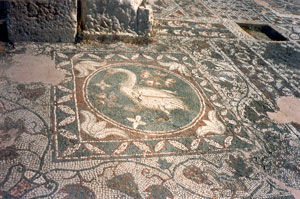
Mosaïque des ruines de Soli.

Lefke est située à proximité de Soli, une ancienne ville datant du VIe siècle av. J.-C., où sont, aujourd'hui conservées de nombreuses ruines et objets archéologiques. On trouve notamment des mosaïques et une ancienne basilique considérée l'une des premières églises de l'île. La ville et la basilique furent détruites pendant les invasions arabes du VIIe siècle.
Le palais de Vouni a été construit au Ve siècle apr. J.-C. par  les Phéniciens, il compte 137 chambres et a été édifié sur le sommet d'une colline proche de la ville.